# 恋する夏はメランコリー
『恋する夏はメランコリー』（こいするなつはメランコリー）は、いでまゆみによる日本の漫画作品。
『なかよし』（講談社）にて1979年7月号・8月号に連載された。

## 書誌情報
- 恋する夏はメランコリー、初版発行日1979年12月5日
  - きらめきの序曲（1978年7月号）／ときめきの終曲（1979年5月号）／OH! いとしのギャル（1979年10月号）